# Szentegyháza

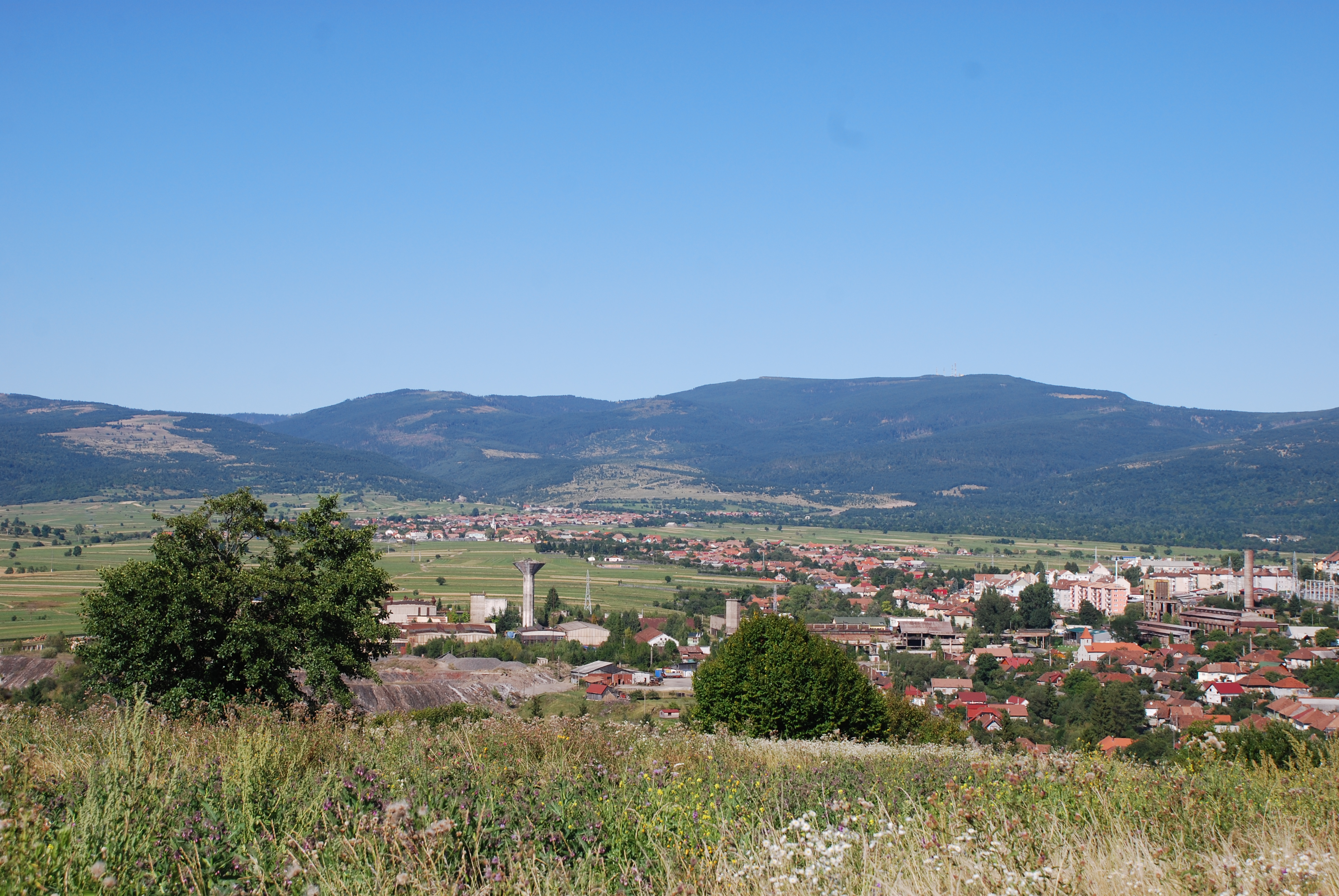
Szentegyháza városa, háttérben a Hargitával.

Szentegyháza (románul Vlăhița) város Romániában, Erdélyben, Hargita megyében, amely Szentegyházasfalu, (románul Vlăhița-sat), Szentkeresztbánya (vagy Újvlahica, Újváros; románul Mina Sfânta Cruce,) Lövétebánya (románul Minele Lueta) és Homoródfürdő (románul Băile Homorod) települések egyesítése révén keletkezett 1968-ban, és a neve 1990-ig Vlahica volt.  Korábban, az 1848-as, agyagfalvi, székely népgyűlésen veszik jegyzőkönyvbe Szentegyházasfalut Kápolnásfaluval együtt, Székelyváros néven, 1872 és 1876 között Oláhfalu néven törvényhatósági jogú város, majd 1877-ig rendezett tanácsú város.

## Fekvése
A város Székelyudvarhely és Csíkszereda között félúton, a 13A jelzésű országút és a 132-es megyei út kereszteződésénél, a Központi-Hargita déli előterében,a Tolvajos tetőtől nyugatra található, a Homoródmenti tájegység második városaként, Felső-Homoródmente része. A Kis-Homoród (Rákos-patak) forrásvidéke és a Vargyas-patak közötti részen terül el. Tengerszint feletti, 860 m-es átlag magassággal Hargita megye illetve a világ legmagasabban fekvő magyar városa. Homoródfürdő, Lövétebánya településrészek tartoznak hozza és a Madarasi Hargita üdülőtelep egy része. Szomszéd települései a valamikori Szeltersz-, Kiruly- és a jelenlegi Nádasszéki fürdővel Lövéte község, valamint Kápolnásfalu. A települést átszeli a Vargyas-csatornarendszer, melyet a Vargyas-patak és mellékágainak elterelésével alakítottak ki, biztosítva a háztartásoknak, a háztáji gazdaságoknak szükséges vizet. A gyors folyású patakrendszer segítségével működtették a malmokat, fűrészeket (gáttereket), hámorokat, posztóványolókat.

## Története
Szentegyháza városának történelmét két település fejlődése határozta meg: északi részen Szentegyházasfalu, délen a városi jellegű Szentkeresztbánya.
Szentegyházasfalu először egy 1301-es oklevélben szerepel, mint Vila Olachalis, majd 1406-ban egy peres birtoklevélben Szentegyházasfalva néven említik. A falu lakosai nagyrészt állattartással, fakitermeléssel (deszkavágással) és földműveléssel foglalkoztak, melynek hagyományát a mai napig is több család folytatja. Több évszázadon át, a Csíkszeredát Székelyudvarhellyel összekötő országút mentén útfelügyelő szerepet töltöttek be a szomszédos Kápolnásfaluval, felügyelve a biztonságos átutazást a szekeresek, postakocsik és várkapitányok számára. Ezért számos kiváltságjogot nyertek az erdélyi fejedelmektől, magyar királyoktól.
Szentkeresztbánya városias jellegét a vasüzem létrejöttének köszönheti, mely a Kis-Homoród menti vasművességből fejlődött ki. Gyertyánffy Jónás 1836-ban szervezte meg a modern vasbányászat és kohászat művelését Lövétebányán. A vállalkozást később az új tulajdonos, Demeter Miklós költöztette fel a mai Szentkeresztbánya területére. Az ekkor épülő hámorok közül az egyik az 1990-es évekig működött, és Európa utolsó működő vasverő műhelye volt. Romjai a mai napig megtalálhatók.
Az 1953-as közigazgatási törvény alapján Szentegyházasfalu községhez csatolják Szentkeresztbányát, majd 1968-ban, minisztertanácsi határozattal városi rangra emelik a települést, hozzácsatolva Homoródfürdőt és Lövétebányát is.
Szentegyházasfalu esetében, írásos dokumentumok a település nevét Szentegyházasoláhfaluként, Nagy Oláhfaluként, vagy Tulsó Oláhfaluként emlegetik, amely egyes történészek szerint a település román etnikumú alapítására utal. A köztudatban megmaradt és elterjed Oláhfalva megnevezés, valószínű a XIII. századi, magyar, királyi telepítések eredményére utal, az első tatárjárást követően, oláh származású, zsellércsaládok betelepítésével. A későbbi török dúlások után, a települést, Bocskai István, Erdély fejedelme, Csík-, Gyergyó-, Háromszék vidékéről jött családokkal telepít vissza. Bethlen Gábor, erdélyi fejedelem idejében már szabad székelyek lakják.
1567. május 17-én egy kóbor török századot a katolikus székelyek a Tolvajos-tetőn szétvertek, a visszavonuló sereg a falut felégette. Az Erdélyi Fejedelemség idején kiváltságos falu volt, lakói főleg fakitermeléssel foglalkoztak. 1575-ben Báthory István kiváltságokat adott lakóinak, melyben kijelenti, hogy: "senki ezen lakosokat jussaikban ne háborítsa és semmivel terhelni ne merészelje".
1661. október 21-én Ali pasa serege a Tolvajos-tetőn győzte le a csíki székelyek seregét.
A település 1801-ben vásártartási jogot nyert. 1910-ben 2289 lakosa volt, egy kivételével mind magyarok. A trianoni békeszerződésig Udvarhely vármegye Udvarhelyi járásához tartozott. 2011-ben 6898 lakosából 6704 magyar, 55 román, 7 cigány, 129 fő nem nyilatkozott. Felekezeti szempontból többségében katolikusok lakják, de a XX. század folyamán jelentősen megnövekedett a reformátusok, unitáriusok, baptisták és Jehova tanúinak száma.

## Látnivalók

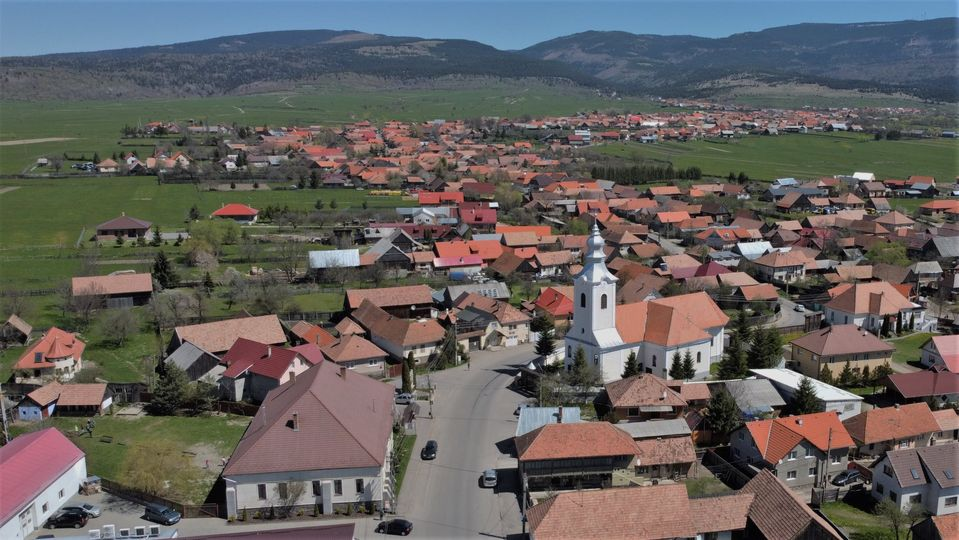
Szentegyházasfalvi templomtér, a Szent András tiszteletére szentelt katolikus templommal, plébániaépülettel, a valamikori egyházi fenntartású iskola épületével, háttérben a Hargita aljáig felnyúló faluval.

- A Szent András tiszteletére szentelt római katolikus temploma, amely 1760-ban épült, 1822-ben átalakították. A szomszéd plébánia udvarán található a Vitus Géza emlék és tájházSzentegyházasfalvi templomtér, a Szent András tiszteletére szentelt katolikus templommal, plébániaépülettel, a valamikori egyházi fenntartású iskola épületével, háttérben a Hargita aljáig felnyúló faluval.
- Az 1935-ben épült, Jézus Szent Szívének tiszteletére szentelt, szentkeresztbányai, római katolikus templom Archiválva 2021. december 1-i dátummal a Wayback Machine-ben .Jézus Szent Szívének tiszteletére szentelt, római katolikus, szentkeresztbányai templom és plébániája. Itt található a régi szentkeresztbányai temető is.

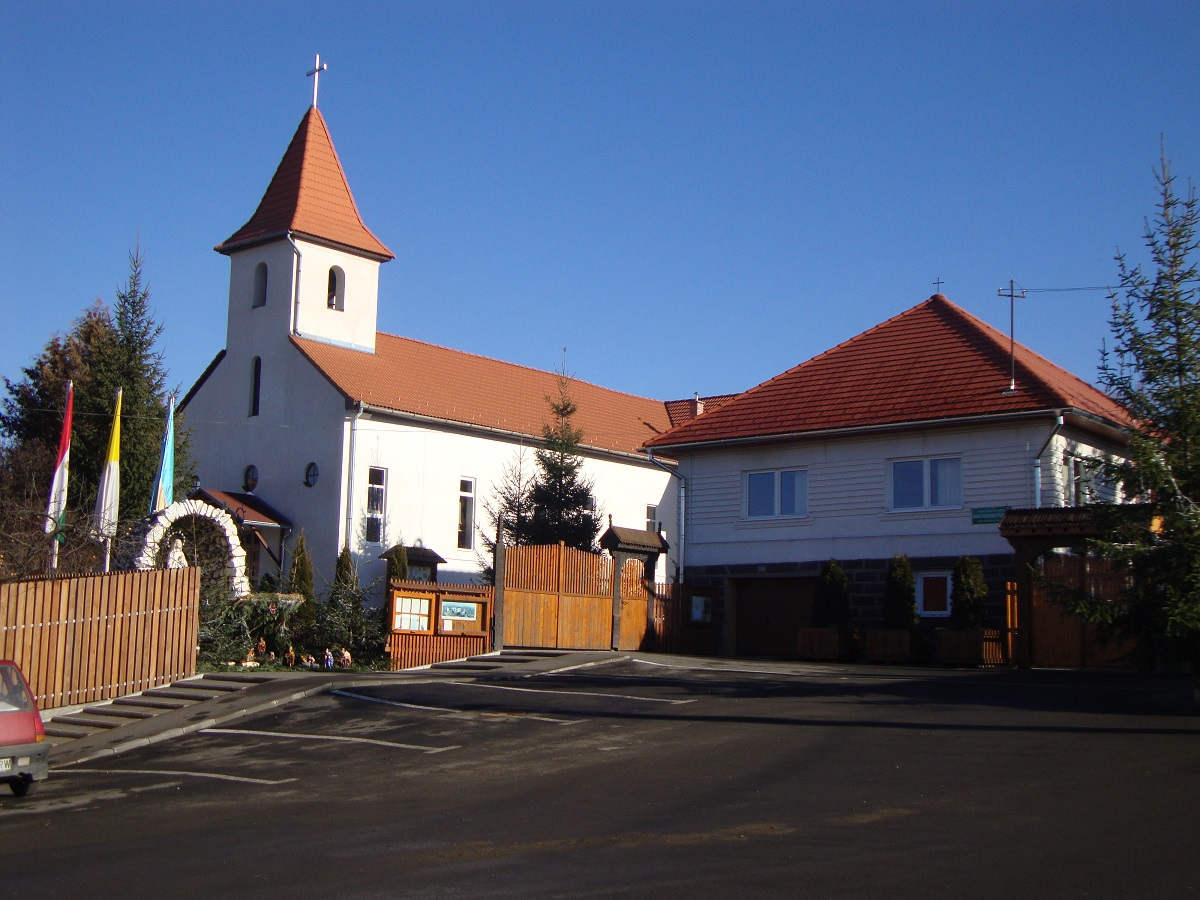
Jézus Szent Szívének tiszteletére szentelt, római katolikus, szentkeresztbányai templom és plébániája. Itt található a régi szentkeresztbányai temető is.

- Egykori vashámora műemlék védettség alatt áll, részben itt dolgozták fel 1850 óta a lövétei vasércet 1995-ig, amely során kézi szerszámok, mezőgazdasági eszközök (lapátok, ásók, kapák, ekevasa hámor épületének romja és a hámor tó zsiliprendszere tekinthető meg.
- A vashámor közelében tör fel több borvizes forrás, melyek vizére épült az egykori Dobogófürdő vagy Székelyfüred, amely Ugron Gábor fürdőtelepeként is működött 1893-ig, majd a szász evangélikus egyház presbitériuma működtette. A volt fürdőtelep megmaradt épületeit a város Egészségügyi Központja használja és adminisztrálja. Botanikai érdekességként az Egészségügyi Központ kertjében nem őshonos növények találhatók, mint: magnólia (liliomfa), platán, szelídgesztenye. Az épületek szomszédságában 1952-ben egy fúrás következtében ásványvíz tör fel, melyet a helyiek és a környékbeliek Lobogó forrás néven ismerik. A XX. század közepéig, a volt üzem területén működött a Lobogófürdő, amely szintén a XIX. és a XX. század fordulóján élte virágkorát, részben Koncz Ármin irányítása alatt, aki Homoródfürdőt is híres fürdőtelepé változtatta.
- 1975-ben a település határában, a Vargyas patak jobb partján, a Majzosi kőbánya közelében, 26 °C-os meleg vizet találtak egy földtani fúrás következtében, melyre 1976-ban épült fel a Majzosfürdő, mai nevén Szentegyháza Gyöngye termál strand .
- 2016 óta, a település újabb termál stranddal lett nevezetesebb, amely az országút szomszédságában található, Csíkszereda irányában és Nosztalgia termál strand néven kell keresni

- Az országút mellett, a Mártonffi János Általános Iskola mellett található, az 1943-ban épített, Gábor Áron Művelődési Ház. A városi könyvtáron kívül még itt működik a Múzeumszálló, amelyet eredeti, népművészeti értékű tárgyakkal rendeztek be és az idelátogatók megszállhatnak a rendkívül hangulatos és igényesen kialakított vendégszobákban.1943-ban készített, épen maradt bunker, óvóhely Szentegyháza határában.

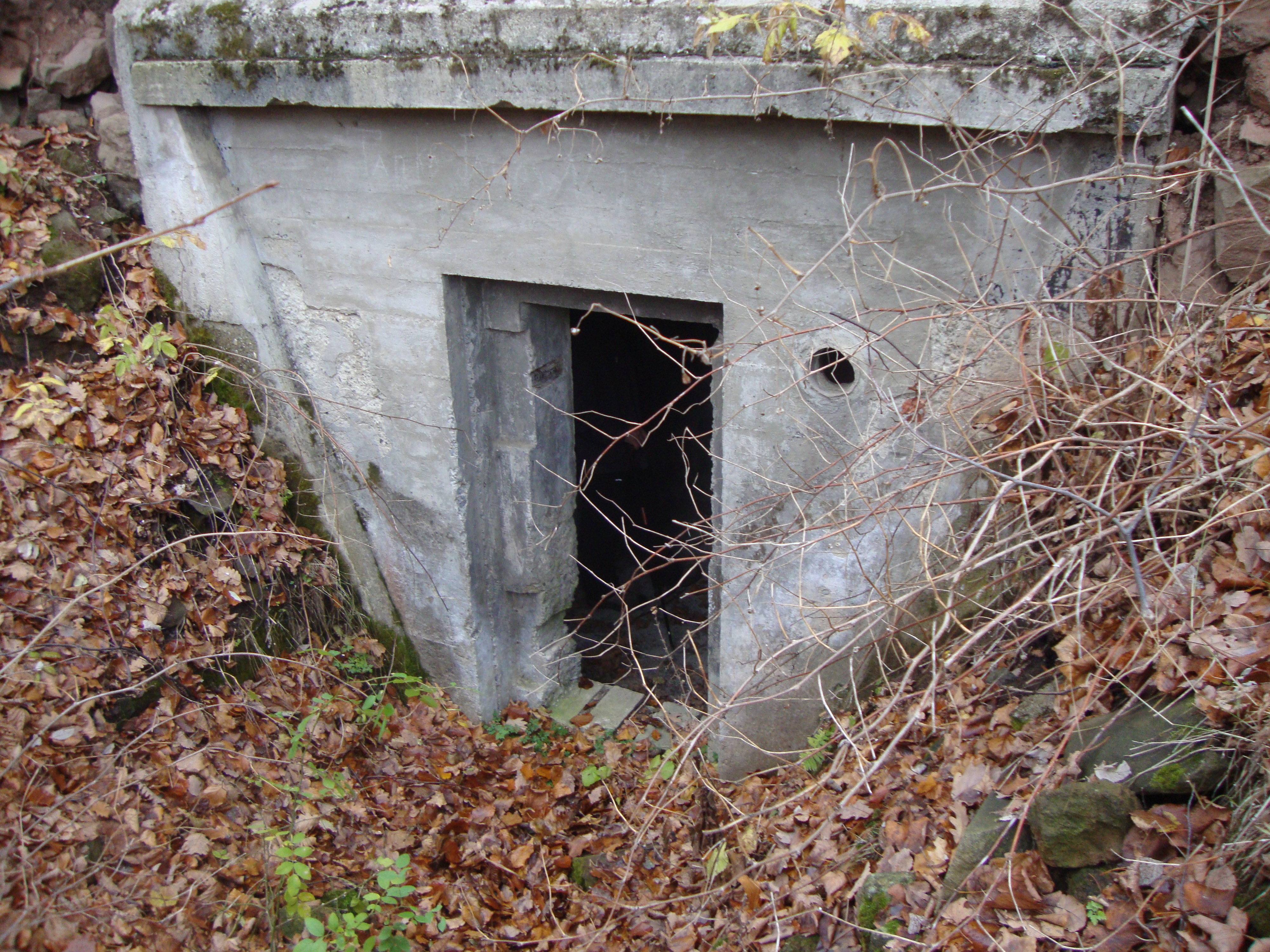
1943-ban készített, épen maradt bunker, óvóhely Szentegyháza határában.

- A település keleti határában, a város turisztikai információs központjának szomszédságában, Lövéte községgel határos területen található és látogatható Székelyföld körkörös védelmeként, 1943-ban, részben elkészült, második világháborús, katonai támpont illetve annak terepi építményei (óvóhelyek, bunkerek, tankakadály, harckocsik elleni árok rendszerek, lövészárkok és megfigyelő pontok).

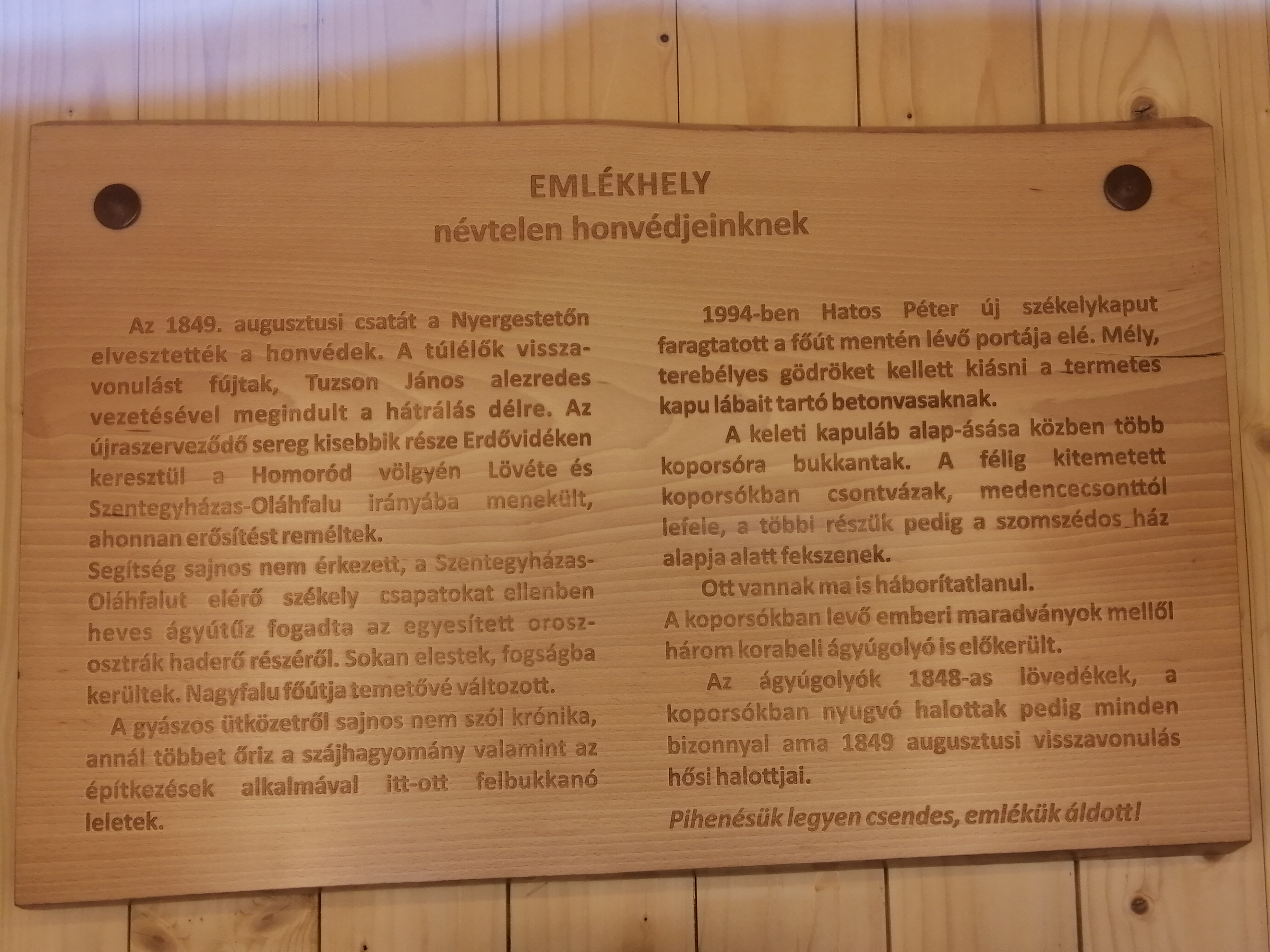
Az 1849-es emlékhely rövid leírása

- A szentegyházi Gábor Áron Szakközépiskola Néprajzi és Kismesterség gyűjteménye, valamint a lövétebányai Iskola Múzeum.Az 1849-es emlékhely rövid leírásaSzentegyháza 1849-es emlékhelye a főút mellett.

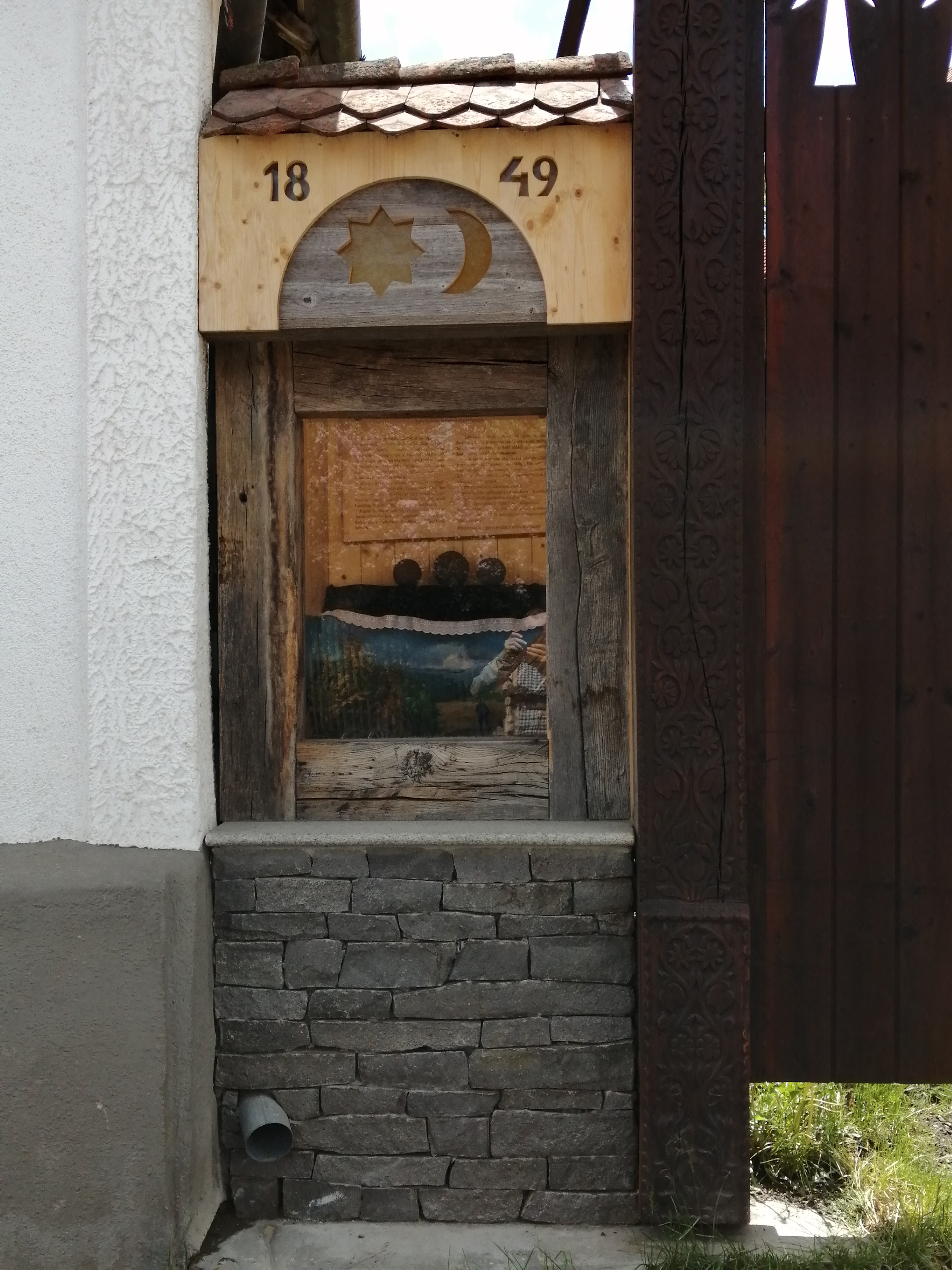
Szentegyháza 1849-es emlékhelye a főút mellett.

- 1849-es emlékhely az országút mellett.
- Szentegyházán és tartozék településén, Homoródfürdőn halad át a piros (M5) és lila (M3-as) jelzésű Mária-út, amely egy országos kulturális és Közép-Európai, ökumenikus zarándok útvonal.
- A Majzos-fürdő mellett emelkedő Virágosvész-oldalban tenyészik a halványsárga hagyma egyik igen ritka alfaja (Allium ericetorum subsp. pseudosuaveolens).[7]
- Szentegyházáról közelíthető meg a lövétei nárciszmező Archiválva 2021. december 1-i dátummal a Wayback Machine-ben valamint a település fölé emelkedő Madarasi Hargita sítelep.

## Kultúra
- A város büszkesége a Gyermekfilharmónia (ahogyan a helyiek nevezik, a ,,Fili") ahol 140 fiatal énekel és zenél. A kórust Haáz Sándor alapította és dirigálja jelenleg is. Nagy népszerűségnek örvendenek határon innen és túl, gyakran turnéznak Magyarországon, európában és szerte a világban. A Gyermekfilharmónia és Haáz Sándor 2003-ban Magyar Örökség Díjat kapott.
- A Bútorfestő Tábor minden évben a húsvéti időszakban szervezett hagyományőrző, szép teremtő kaláka, egyhetes tábor. Célja a régi, hagyományos, székely bútorfestés megismerése, elsajátítása.
- A 2012 márciusában alakult Gold Band fúvószenekar közismert, modern könnyűzenei darabokat szólaltat meg fúvóshangszerekre átdolgozva. A 16 réz és fafúvóst, dob, szólógitár és basszusgitár, valamint 5 hegedű egészíti ki. A zenészek javarészt a Szentegyházi Gyermekfilharmónia egykori és jelenlegi tagjai, több éves zenei gyakorlattal rendelkező fiatalok.

## Testvérvárosai
- Szarvas, Magyarország (1994)
- Cegléd, Magyarország
- Balatonlelle, Magyarország
- Balatonboglár, Magyarország
- Látrány, Magyarország
- Baracs, Magyarország
- Sándorfalva, Magyarország[8]

## Híres emberek
- Itt született 1879. február 14-én Szőcs Áron, Rákospalota egykori polgármestere.
- Itt született 1901-ben Ambrus Pál (1901–1978), magyar, országos birkózóbajnok és aranydiplomás jogász.
- Itt született 1920. július 12-én, Vitus Géza erdőmérnök (elhunyt 2001. március 11-én), a kismartoni egyházmegye (Burgenland) erdőmérnöke, II. János Pál pápa által a Szent Szilveszter lovagrend tagja.
- Itt született 1928. február 27-én Márton Gyárfás földmérő, geodéta, fotogrammetriai szakíró, műszaki szótárszerkesztő, tudományos kutató, docens.
- Itt született 1940. augusztus 17-én Szőcs István vegyészmérnök, műszaki szakíró, feltaláló.
- Lövétén született 1949. január 20-án, Bodó Levente, szentegyházi származású szobrászművész, grafikus.
- Szentkeresztbányán született 1951-ben, 4 gyermekes család elsőszülöttjeként Sebők Mihály magyar, népi író. Könyvei: Csíksomlyói legenda (2017) meséskönyv, Ott az árpánk, és ő itt Árpád (2019), A kicsi gyermek mindig igazat mond (2020) novellás kötetek.
- Szentegyházán született 1972. augusztus 9-én, Dr. Demeter Márton Attila filozófus, egyetemi tanár, a Magyar Tudományos Akadémia külső, köztestületi tagja, a Kellék című filozófiai folyóirat alapítója és szerkesztője.
- Székelyudvarhelyen született 1975-ben, de szentegyházi származású, Pál Tünde, írói nevén T. Paul, magyar ifjúsági regény és forgatókönyv író, a Neo Pandora I, II (2020, 2021) szerzője.
- Székelyudvarhelyen született 1976. július 1-én, de szintén szentegyházi származású, Demeter Szilárd, magyar író, politikai elemző, publicista, zenész. Születése után Szentegyházán nevelkedett és általános iskolai tanulmányait itt végezte, testvére Demeter Zsuzsa irodalom történész, kritikus, szerkesztő és Dr. Demeter Márton Attila filozófus .
- Székelyudvarhelyen született 1977-ben, szintén szentegyházi származású, Demeter Zsuzsa irodalom történész, kritikus, szerkesztő
- Csíkszeredában született 1981-ben, szintén szentegyházi származású, Demeter Csanád történész, iskolaigazgató.

## Szakirodalom
- Mihály János: Gyalogosan a két Homoród mentén, 2010
- Demeter Csanád: Így lettünk város. "Vlahica" várossá válása (1968-1989), 2012[halott link]
- Ábrám Zoltán: Szentegyháza, 1998
- Szabó József János: Székelyföld körkörös erődítése 1940-44, 2014
- Balázs Irén: Kápolnásfalu, Alutus nyomda, Csíkszereda, 1996
- Orbán Balázs: A Székelyföld leírása, 1868